# Philarius lifuensis
Philarius lifuensis är en kräftdjursart som först beskrevs av Lancelot Alexander Borradaile 1898.  Philarius lifuensis ingår i släktet Philarius och familjen Palaemonidae. Inga underarter finns listade i Catalogue of Life.